# Hippopotamus kaisensis
Hippopotamus kaisensis — вимерлий вид ссавців з родини бегемотових (Hippopotamidae). Викопні знахідки, що приписуються цьому виду походять із ДР Конго (пліоцен/плейстоцен), Уганди (міоцен/пліоцен/плейстоцен), Кенії (пліоцен).